# BMW R47

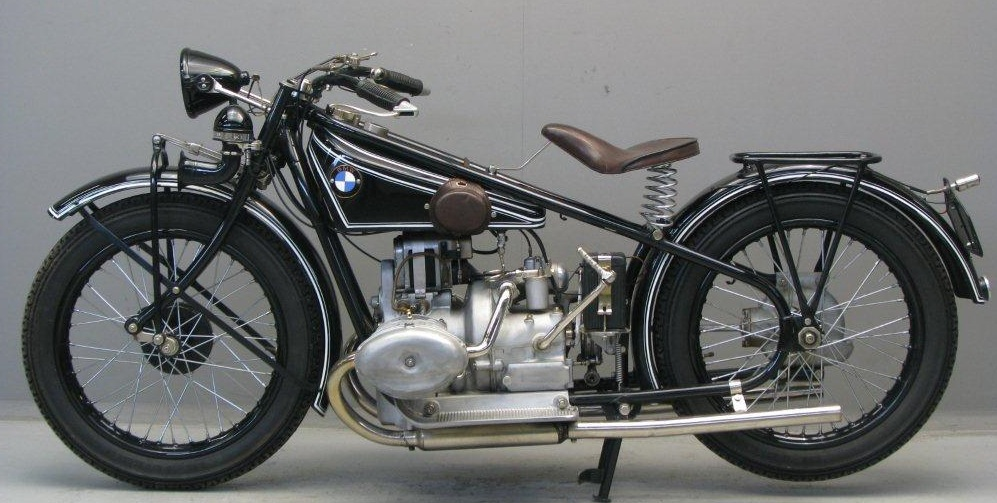
BMW R47 uit 1927

De BMW R 47 is een motorfiets van het merk BMW.
De R 47 werd in 1926 gepresenteerd als opvolger van de sportmotor R 37. Uiterlijk waren er niet veel verschillen, het buisframe en de schommelvoorvork met bladvering die al op de R 32 werden toegepast waren overgenomen.
Zoals alle BMW sportmotoren uit die tijd had de R 47 een kopklepmotor, die 2 pk meer leverde dan die van zijn voorganger. Bovendien was voor het eerst een basale geluiddemper toegepast.
Zoals bij BMW gebruikelijk vormde de sportmotor R 47 een paar met een toermodel. Dit "broertje" met zijklepmotor was de R 42.
De R47 was de eerste motorfiets met een transmissierem.

## Technische Gegevens
| Periode        | 1926-1928                               | 1926-1928                               | 1926-1928                               |
| Categorie      | Sportmotor                              | Sportmotor                              | Sportmotor                              |
| Motortype      | kopklepmotor                            | kopklepmotor                            | kopklepmotor                            |
| Bouwwijze      | langsgeplaatste tweecilinder boxermotor | langsgeplaatste tweecilinder boxermotor | langsgeplaatste tweecilinder boxermotor |
| Boring         | 68 mm                                   | 68 mm                                   | 68 mm                                   |
| Slag           | 68 mm                                   | 68 mm                                   | 68 mm                                   |
| Cilinderinhoud | 494 cm³                                 | 494 cm³                                 | 494 cm³                                 |
| Max. Vermogen  | 13 kW / 18 pk                           |                                         |                                         |
| Topsnelheid    | 110 km/h                                | 110 km/h                                | 110 km/h                                |
| Aandrijving    | As                                      | As                                      | As                                      |
| Drooggewicht   | 130 kg                                  | 130 kg                                  | 130 kg                                  |
| Tankinhoud     | 14 ltr                                  | 14 ltr                                  | 14 ltr                                  |
| Voorganger     | R 37                                    | R 37                                    | R 37                                    |
| Opvolger       | R 57                                    | R 57                                    | R 57                                    |